# 山口線
山口線（日语：／ Yamaguchi sen */?）是一條連結日本山口縣山口市的新山口站至島根縣益田市的益田站，屬於西日本旅客鐵道（JR西日本）的鐵路線（地方交通線）。

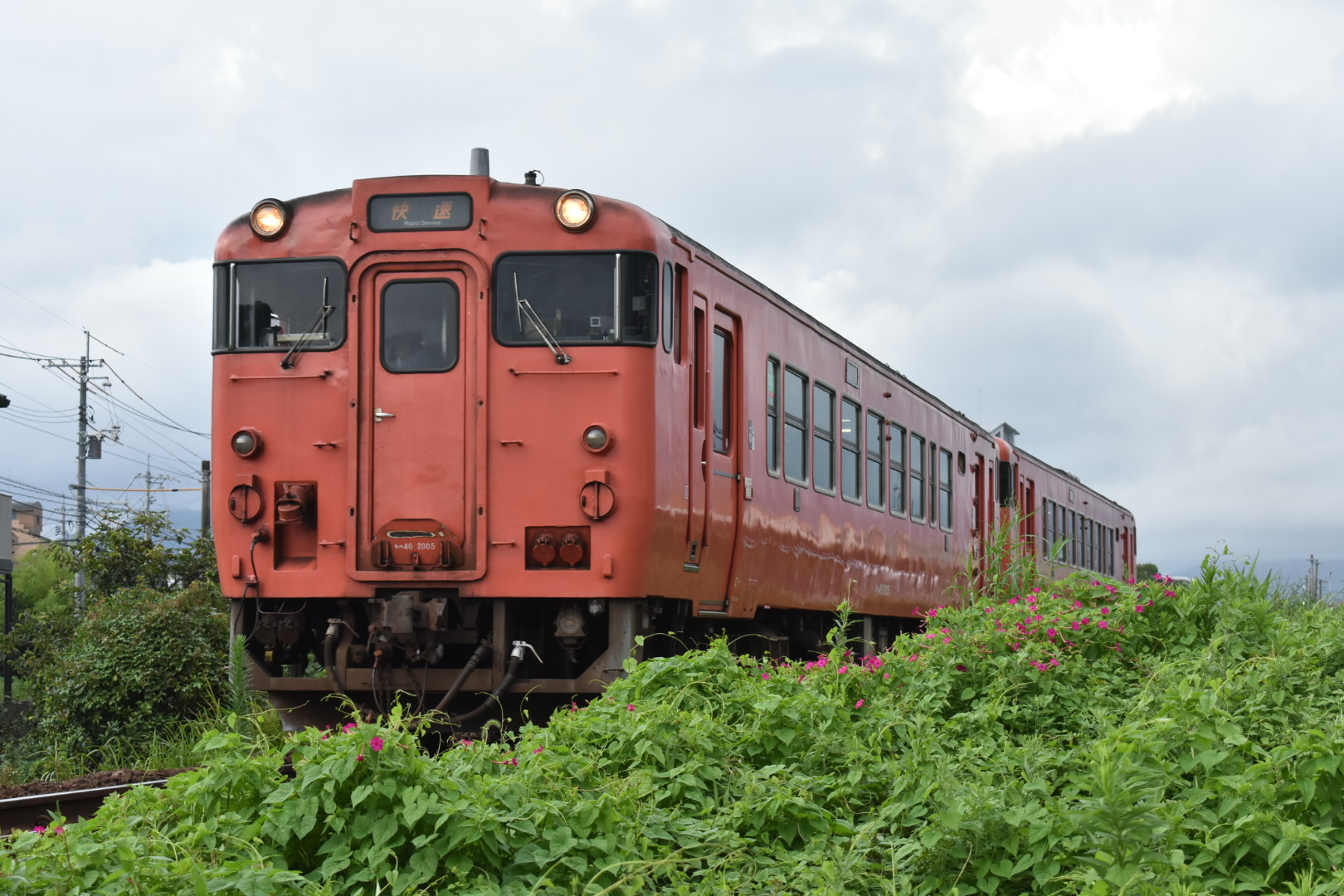
湯田溫泉站至山口站間的KiHa 40系柴聯車 (2021年8月)

## 概要
山口線自山陽本線山陽新幹線和山陽本線的新山口車站出發，穿過山口市中心部，跨過中國山地西部至島根縣西端，是連接山陽地方和山陰地方的交通路線，整條線路都幾乎和國道9號平行。沿線經過湯田溫泉和有「山陰小京都」之稱的津和野町。
值得一提的是，山口線上有蒸汽機車牽引列車（SL列車）運行。JR的前身日本國有鐵道（國鐵）于1975年12月停止了最後一輛蒸汽機車的運行，然而應當地民眾和鐵道迷的要求，自1979年8月1日開始運行由蒸汽機車C57 1牽引的「SL山口號」列車。由於這趟列車大獲成功，國鐵及後來的JR在各地都舉行了蒸汽機車的復活運行。
這條路線制定的線路顏色是橙色（■）。

### 路線資料
- 管轄（事業類別）：西日本旅客鐵道（第一種鐵道事業者）
- 路線距離（營業距離）：93.9公里
- 軌距：1067毫米
- 站數：28個（包括起終點站）
  - 若只限屬於山口線的車站，排除屬於山陽本線的新山口站與屬於山陰本線的益田站[1]則為26個。
- 複線路段：沒有（全線單線）
- 電氣化路段：沒有（全線非電氣化（日语：非電化））
- 閉塞方式：特殊自動閉塞式（軌道回路檢知式）
- 最高速度：85公里/小時
- 運轉指令所（日语：運転指令所）：廣島綜合指令所

## 運行形態
在山口線上，除了普通、快速「通勤快車」之外，還有特急列車及貨運列車運行。

### 優等列車
山口線上運行有連接山陽山陰，從新山口車站開往米子車站、鳥取站的特急「超級隱岐」。由於以山陰本線作為基準，和普通列車不同，自新山口車站發車的列車是上行列車。「超級隱岐」雖然使用了帶有擺式列車裝置的Kiha187系列車，不過在山口線內并沒有啟用擺式裝置機能。

### 地區運輸
雖然有在全線行駛的列車，但多數情況下都以山口車站為界，分為兩個運行系統。于全線運行的列車往返共運行7班，需要換乘的列車共有8班（週一至週五），共計15班運行。新山口車站 - 山口車站之間毎小時開行2 - 3班（包含快速的話每天往返31班列車，部份直通至宮野車站）、山口車站 - 益田車站之間每1 - 2小時（部份時段隔3小時左右才運行一班列車）開行一班列車，也有運行至津和野車站的區間列車。新山口車站 - 山口車站之間有快速「通勤快車」運行。由於山口車站 - 新山口車站區間擔當了山口市內的都市運輸任務，沿線有較多高中和大學，乘車率較高，全天都較擁擠。
下行開往山口車站的末班車于23時至24時發車。夜間列車停靠于山口車站及津和野車站。上行列車在2003年9月30日之前，自山口發車開往益田車站的末班車是在23時至24時，翌日時刻表修改之後，山口車站的發車時間提前至22時前後。
全線均實施一人控制運行，宮野站以北的全部列車均實施一人控制運行。在無人站，于車內收取車票費用（宮野車站雖然是乘降所，但採用和有人車站相同的計算方法）。
宮野車站 - 新山口車站間之間約有半數（20班左右）的列車有乘務員。在通勤時段，有時會有三名乘務員。另外，由於車站之間距離較短，站舍建築的位置也較易混淆，在通勤時段以外也常有2名乘務員。
在過去，曾有將山口線新山口車站（當時是小郡車站） - 山口車站區間電氣化，和宇部線進行直通運行的計劃，不過在山口市議會被否決。在2008年（平成20年）8月山口市發行的「山口·小郡都市建設計劃」中，雖有提到「增加JR山口線班數，促進其電氣化并和JR宇部線直結化」，不過并沒有規劃具體的計劃和構想。

#### 快速「通勤快車」
「通勤快車」是自2009年3月14日開始于山口線新山口車站 - 山口車站區間運行的快速列車，于傍晚時段開行一班往返列車。其前身是2008年度的于週一至週五傍晚開行的臨時列車，每日往返開行一班，為快速列車。2009年3月14日時刻表修改后，改為定期列車。定期列車化時，新增加大歲車站和矢原車站兩個停車站。另外，下行列車雖然從山口車站繼續運行至益田車站，山口車站 - 益田車站之間在所有車站停車，列車號碼也不一樣。
另外，在「SL山口號」停駛日，運行有幾乎和「SL山口號」同時發車，由山口發車開往新山口的快速列車。

#### 快速「山口快車」
「山口快車」是2004年3月13日到2009年3月13日為止，在山口線新山口車站 - 山口車站之間運行的快速列車。2009年3月14日時刻表修改后，因改為普通列車而被廢止。
和普通列車相同，為Kiha40系1輛或2輛編成運行。新山口發車于10時 - 15時，山口發車于9時 - 13時每小時發一班車，共計往返運行5.5次（剛登場時是往返6次）。該列車的主要服務對象是在新山口車站換乘山陽新幹線的旅客，并沒有特別考慮地區運輸。新山口車站 - 山口車站區間長度12.6公里，途中只在湯田溫泉車站停車。雖然有直通往山口車站以北的列車，但在山口車站以北為各車站停車。
此外在當時，于「SL山口號」沒有行駛的日子，運行和「SL山口號」相同時刻的上下行臨時快速列車。和「山口快車」一樣，不在大歳車站和矢原車站停車。

### 貨運列車

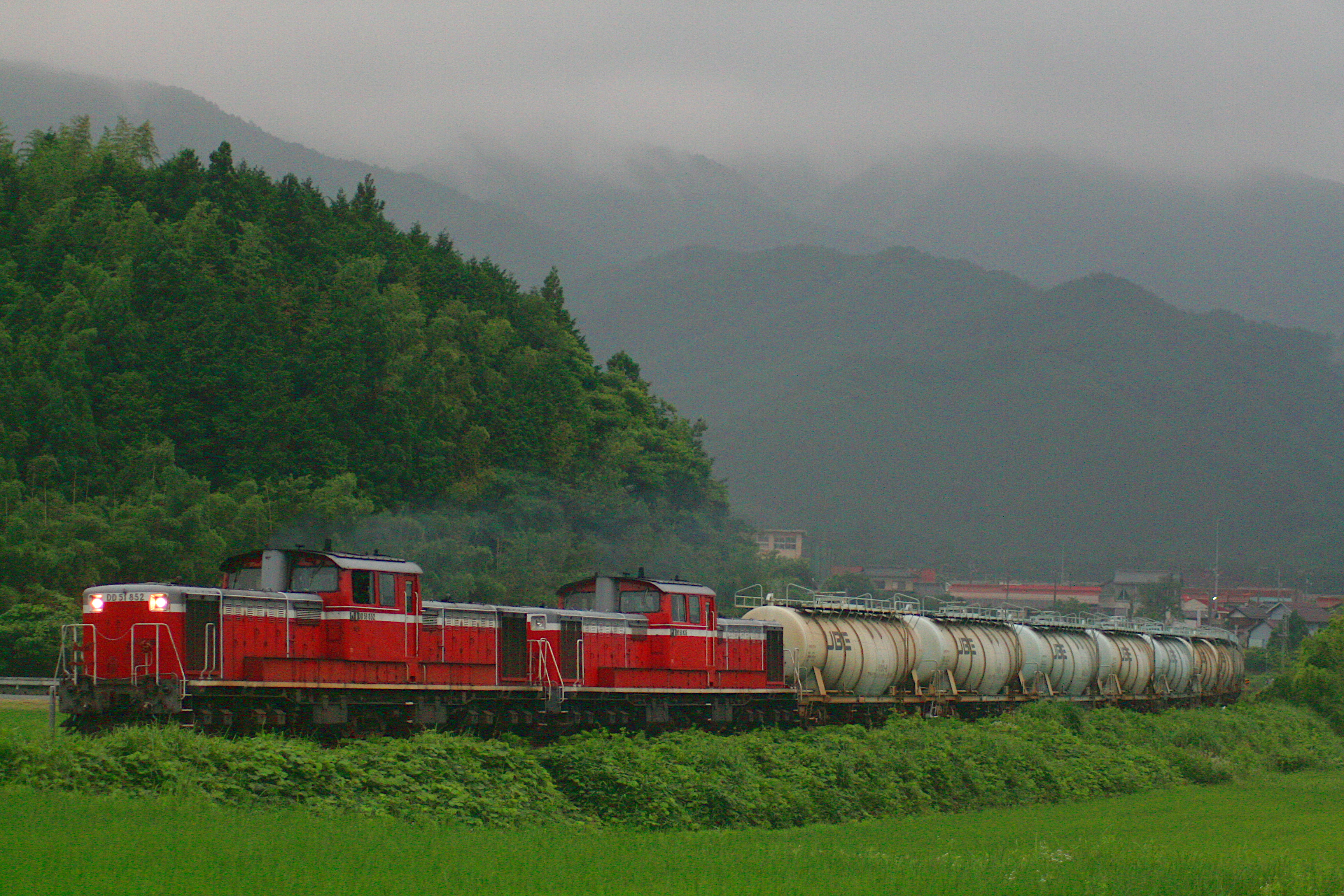
在山口線內行駛的DD51型重連和Taki1100型（德佐車站 - 船平山車站間 2010年7月6日）

在2014年之前，山口線全線均有貨運列車運行，但並沒有從山口線的車站發車的貨運列車。自美禰線美禰車站發車，途徑山口線至山陰本線岡見車站的専用貨運列車每日往返運行一班。牽引部份是DD51型柴油機車，貨車部份是Taki1100型。
2013年7月，因山口線遭洪水影響而暫時停駛列車，貨主改以公路卡車運輸，當年年底不再與JR貨物續約。2014年4月1日起，JR貨物正式終止山口線的第二種鐵道事業，不再行駛貨物列車。
2018年7月發生西日本豪雨後，山陽本線在廣島縣多處路段嚴重受損，造成關西至九州的貨物列車無法行駛，JR貨物與JR西日本協議開行經伯備線、山陰本線及山口線繞道行駛的貨物列車班次，經國土交通省許可，於同年8月28日起至9月29日為止開行，使得山口線再度有貨物列車行駛。

## 使用車輛

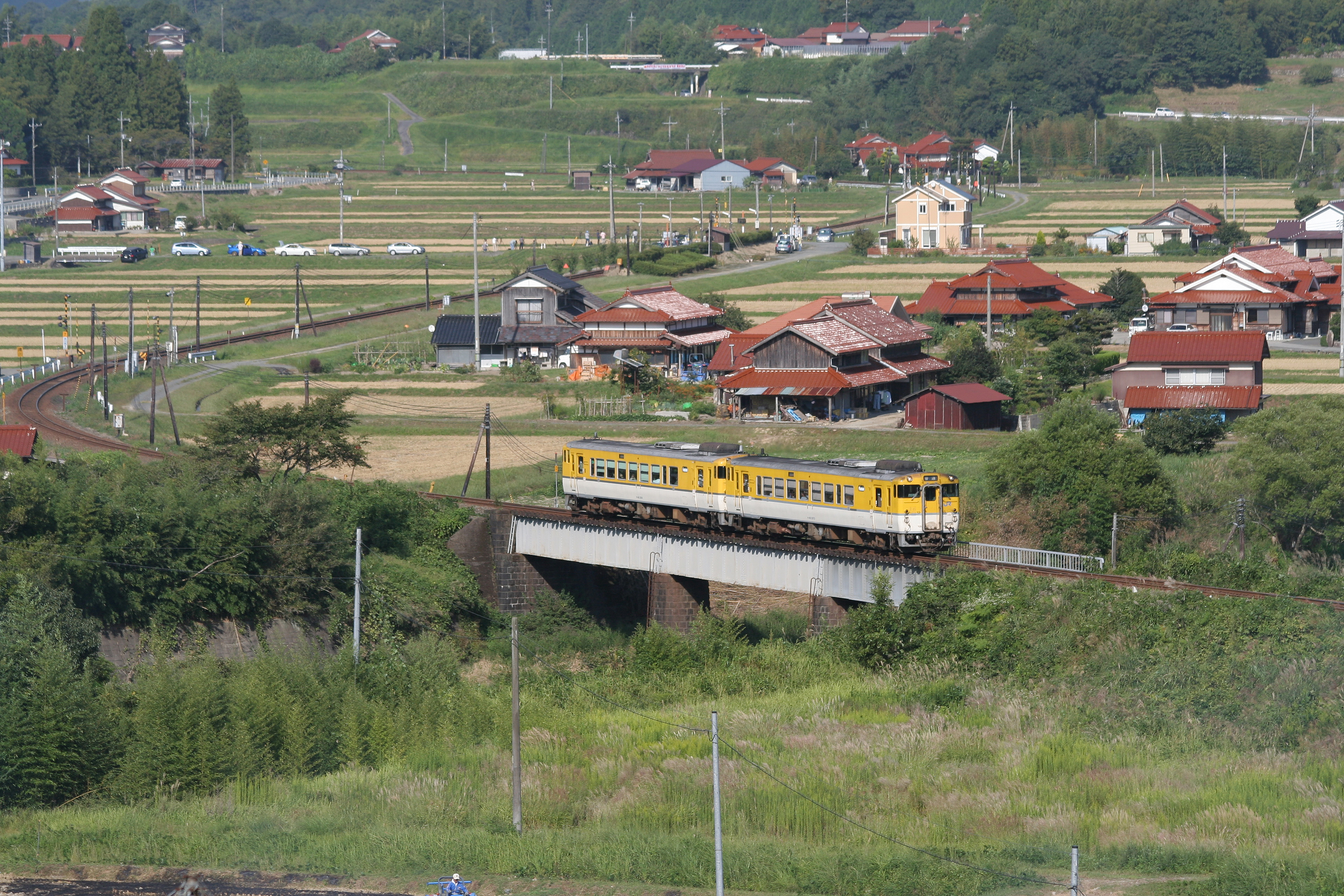
在山口線內行駛的Kiha40系（長門峽車站 - 渡川車站間 2009年9月20日）

### 旅客列車
除了「SL山口號」之外，所有列車都是柴聯車，普通列車由Kiha40系（新山口車站至宮野車站最大5輛編成，至益田車站最大3輛編成）運行。特急「超級隱岐」由Kiha187系（2 - 4輛編成）運行。
山口線是全區間非電氣化的山陰山陽交通線中唯一一個沒有運行Kiha120等新型輕快柴聯車的路線。
「SL山口號」使用的是C57型、C56型蒸汽機車、改造后的12系客車（700番台）。「SL山口號」牽引機故障時，DD51型柴油機車會代班行駛。
另外關於蒸汽機車列車試運行時使用的輔助機車，C57型運行時為DD51型，C56型運行時為DE10型。

### 貨運列車
- DD51型柴油機車（500番台、800番台）
- Taki1100型貨車

## 競爭交通機關
新山口車站 - 山口車站、宮野車站間附近有防長交通及中國JR巴士所運營的路線巴士（はぎ號）運行。
津和野車站 - 益田車站之間及石見橫田車站 - 益田車站間有石見交通的路線巴士運行。

## 歷史
山口線開業以前，小郡町和山口町（現均為山口市）之間曾有大日本軌道（大軌）山口支社的輕便鐵道存在，隨著國鐵山口線開業，于1913年2月19日廢止。
- 1913年（大正2年）2月20日：山口線 小郡車站（現新山口車站） - 山口車站區間（7.9M≒12.71km）開業。大歳車站、湯田車站（現湯田溫泉車站）、山口車站開業。
- 1914年（大正3年）11月2日：上鄉車站開業。
- 1917年（大正6年）7月1日：延伸開業山口車站 - 篠目車站區間 (10.1M≒16.25km) 。宮野車站、仁保車站、篠目車站開業。
- 1918年（大正7年）
  - 4月28日：延伸開業篠目車站 - 三谷車站區間 (6.0M≒9.66km) 。三谷車站開業。
  - 11月3日：延伸開業三谷車站 - 德佐車站區間 (7.0M≒11.27km) 。地福車站、德佐車站開業。
- 1922年（大正11年）
  - 4月29日：長門峽臨時停車場開業。
  - 8月5日：延伸開業德佐車站 - 津和野車站區間 (8.1M≒13.04km) 。津和野車站開業[7]
- 1923年（大正12年）4月1日：延伸開業津和野車站 - 石見益田車站區間 (19.3M≒31.06km) ，線路全通。日原車站、石見橫田車站、石見益田車站（現益田車站）開業。
- 1924年（大正13年）7月15日：青原車站開業。
- 1928年（昭和3年）7月18日：長門峽臨時停車場改為長門峽車站。
- 1935年（昭和10年）
  - 10月1日：矢原車站開業。
  - 12月20日：周防下鄉車站開業。
- 1944年（昭和19年）11月1日：休止周防下鄉車站、矢原車站。
- 1947年（昭和22年）左右：船平山臨時乘降場開業。
- 1953年（昭和28年）
  - 3月15日：日赤前臨時乘降場開業。周防下鄉車站、矢原車站以臨時乘降場規格恢復營業。
  - 4月10日：周防下鄉臨時乘降場、矢原臨時乘降場改為車站。日赤前臨時乘降場改為上山口車站。
- 1954年（昭和29年）2月1日：船平山假乘降場改為船平山假停車場。
- 1961年（昭和36年）
  - 3月20日：湯田車站改名為湯田溫泉車站。
  - 4月1日：渡川車站、名草車站、青野山車站、東青原車站開業。船平山臨時停車場改為船平山車站。
- 1962年（昭和37年）7月17日：鍋倉臨時停車場開業。
- 1963年（昭和38年）10月1日：鍋倉臨時停車場改為鍋倉車站。
- 1966年（昭和42年）10月1日：石見益田車站改名為益田車站。
- 1970年（昭和45年）4月1日：本俁賀臨時乘降場開業。
- 1972年（昭和47年）4月10日：仁保津臨時乘降場開業。
- 1973年（昭和48年）10月1日：山口線停止運行蒸汽機車，實現無煙化。
- 1975年（昭和50年）3月10日：因山陽新幹線全線開通，山口線首個特急列車「おき」開行運行。
- 1979年（昭和54年）8月1日：「SL山口號」開始運行。
- 1984年（昭和59年）2月1日：導入調度集中系統 (CTC) 。上郷車站、大歳車站、宮野車站無人化。
- 1987年（昭和62年）4月1日：因國鐵分割民營化，山口線被西日本旅客鐵道繼承。日本貨物鐵道全線改為第二種鐵道事業者。仁保津臨時乘降場改為仁保津車站，本俁賀臨時乘降場改為本俁賀車站。
- 1990年（平成2年）6月1日：小郡車站（不含站內）- 益田車站（不含站內）區間自廣島支社改為由山口鐵道部管轄[8]。開始實施一人控制運行[9]。
- 2003年（平成15年）
  - 10月1日：因修改時刻表，山口線自JR成立后首次減少班數。小郡站改名為新山口站[10]。
  - 10月6日：因今上天皇、皇后訪問島根而運行了皇室列車（濱田車站→津和野車站區間，津和野車站→益田車站區間）。運行的列車是DD51型柴油機車重連+14系客車5輛。
- 2004年（平成16年）3月13日：開始運行快速「山口Runner」[11][12]。
- 2007年（平成19年）7月1日：新山口車站 - 山口車站間的末班車延後約10分。
- 2009年（平成21年）
  - 3月14日：廢止快速「山口快車」，于傍晚時段新設快速「通勤快車」[13]。
  - 6月1日：因組織調整，自山口鐵道部改為由山口地域鐵道部管轄[14]。

## 車站列表
- 停靠站
  - 普通…停靠所有車站
  - 快速（通勤Liner）…●的車站停靠，｜的車站通過
    - 至益田方向的直通在山口站－益田站間會成為普通（各站停車）

  - 特急…參見「隱岐號列車」
  - 臨時列車SL山口號（日语：SLやまぐち号）…參考該條目
- 軌道（全線單線） … ◇、∨、∧：可進行列車交會，｜：不可列車交會

| 中文站名 | 日文站名 | 英文站名 | 站間營業距離 | 累計營業距離 | 快速 | 接續路線                                     | 軌道 | 所在地        | 所在地          |
| -------- | -------- | -------- | ------------ | ------------ | ---- | -------------------------------------------- | ---- | ------------- | --------------- |
| 新山口   |          |          | -            | 0.0          | ●    | 西日本旅客鐵道：山陽新幹線、山陽本線、宇部線 | ∨    | 山口縣 山口市 | 山口縣 山口市   |
| 周防下鄉 |          |          | 1.0          | 1.0          | ｜   |                                              | ｜   | 山口縣 山口市 | 山口縣 山口市   |
| 上鄉     |          |          | 1.7          | 2.7          | ｜   |                                              | ｜   | 山口縣 山口市 | 山口縣 山口市   |
| 仁保津   |          |          | 1.9          | 4.6          | ｜   |                                              | ｜   | 山口縣 山口市 | 山口縣 山口市   |
| 大歲     |          |          | 2.7          | 7.3          | ●    |                                              | ◇    | 山口縣 山口市 | 山口縣 山口市   |
| 矢原     |          |          | 1.3          | 8.6          | ●    |                                              | ｜   | 山口縣 山口市 | 山口縣 山口市   |
| 湯田溫泉 |          |          | 1.7          | 10.3         | ●    |                                              | ｜   | 山口縣 山口市 | 山口縣 山口市   |
| 山口     |          |          | 2.4          | 12.7         | ●    |                                              | ◇    | 山口縣 山口市 | 山口縣 山口市   |
| 上山口   |          |          | 1.2          | 13.9         |      |                                              | ｜   | 山口縣 山口市 | 山口縣 山口市   |
| 宮野     |          |          | 1.6          | 15.5         |      |                                              | ◇    | 山口縣 山口市 | 山口縣 山口市   |
| 仁保     |          |          | 4.7          | 20.2         |      |                                              | ◇    | 山口縣 山口市 | 山口縣 山口市   |
| 篠目     |          |          | 8.7          | 28.9         |      |                                              | ◇    | 山口縣 山口市 | 山口縣 山口市   |
| 長門峽   |          |          | 3.4          | 32.3         |      |                                              | ｜   | 山口縣 山口市 | 山口縣 山口市   |
| 渡川     |          |          | 3.2          | 35.5         |      |                                              | ｜   | 山口縣 山口市 | 山口縣 山口市   |
| 三谷     |          |          | 3.1          | 38.6         |      |                                              | ◇    | 山口縣 山口市 | 山口縣 山口市   |
| 名草     |          |          | 2.8          | 41.4         |      |                                              | ｜   | 山口縣 山口市 | 山口縣 山口市   |
| 地福     |          |          | 2.5          | 43.9         |      |                                              | ◇    | 山口縣 山口市 | 山口縣 山口市   |
| 鍋倉     |          |          | 2.5          | 46.4         |      |                                              | ｜   | 山口縣 山口市 | 山口縣 山口市   |
| 德佐     |          |          | 3.5          | 49.9         |      |                                              | ◇    | 山口縣 山口市 | 山口縣 山口市   |
| 船平山   |          |          | 2.9          | 52.8         |      |                                              | ｜   | 山口縣 山口市 | 山口縣 山口市   |
| 津和野   |          |          | 10.1         | 62.9         |      |                                              | ◇    | 島根縣        | 鹿足郡 津和野町 |
| 青野山   |          |          | 3.2          | 66.1         |      |                                              | ｜   | 島根縣        | 鹿足郡 津和野町 |
| 日原     |          |          | 6.7          | 72.8         |      |                                              | ◇    | 島根縣        | 鹿足郡 津和野町 |
| 青原     |          |          | 4.7          | 77.5         |      |                                              | ◇    | 島根縣        | 鹿足郡 津和野町 |
| 東青原   |          |          | 3.1          | 80.6         |      |                                              | ｜   | 島根縣        | 鹿足郡 津和野町 |
| 石見橫田 |          |          | 4.1          | 84.7         |      |                                              | ◇    | 島根縣        | 益田市          |
| 本俁賀   |          |          | 4.9          | 89.6         |      |                                              | ｜   | 島根縣        | 益田市          |
| 益田     |          |          | 4.3          | 93.9         |      | 西日本旅客鐵道： 山陰本線                    | ∧    | 島根縣        | 益田市          |

以下車站以外的車站都是簡易委託站或乘降所（不過在簡易委託站中，德佐站和日原車站設有POS機）。
- JR西日本直營站
  - 新山口車站・山口車站・益田車站
- JR西日本廣島維護的業務委託車站
  - 湯田溫泉車站・津和野車站